# The Car Tour

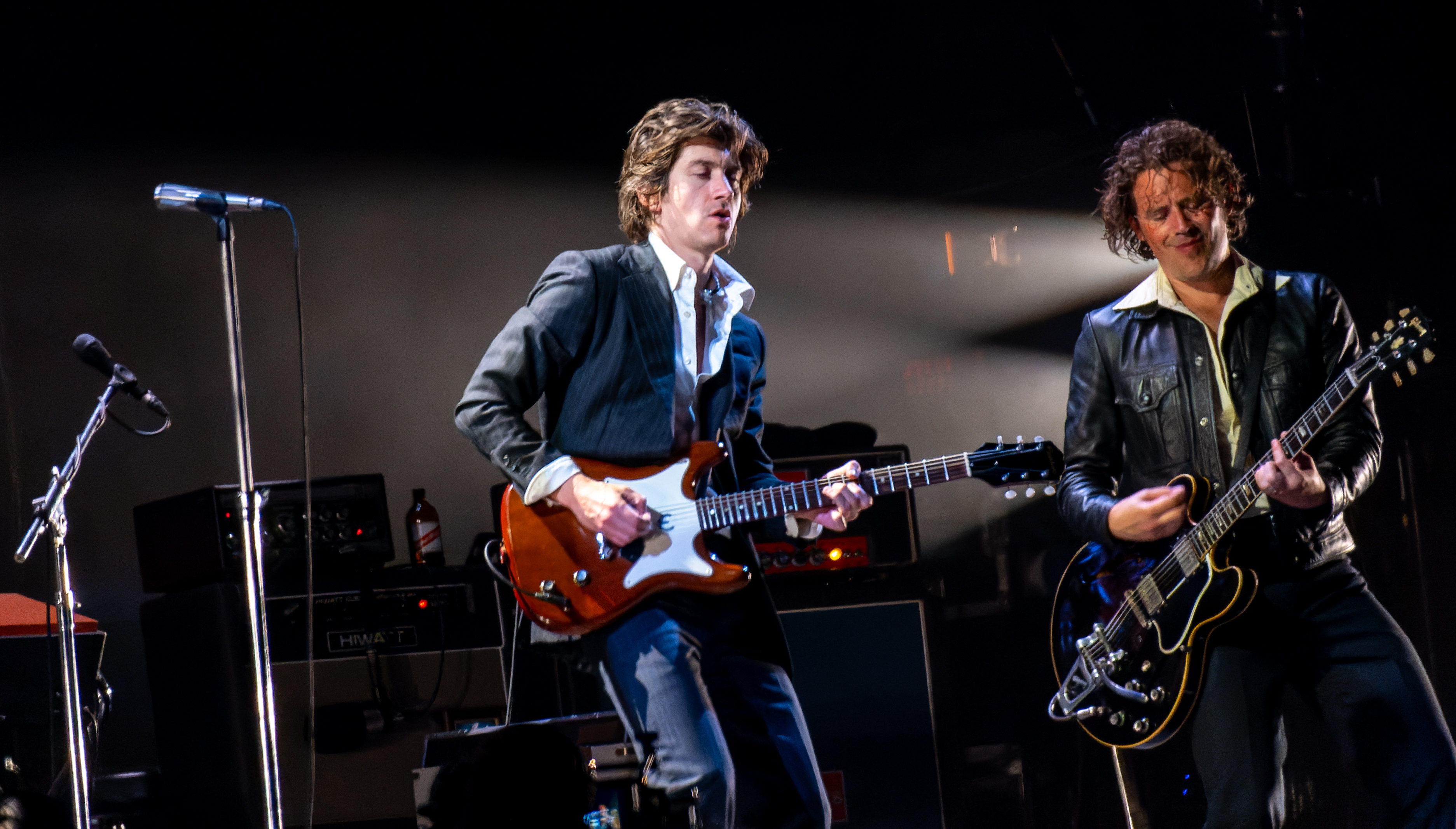
Alex Turner y Jamie Cook durante su presentación en el Festival Glastonbury el 23 de junio de 2023.

The Car Tour fue una gira musical de la banda británica Arctic Monkeys en apoyo de su séptimo álbum de estudio The Car. Se realizaron 119 presentaciones entre 2022 y 2023 en Europa, Norteamérica, Latinoamérica, Oceanía y Asia que iban desde presentaciones en solitario así como headliners en festivales.

## Trasfondo
En noviembre de 2021 se anunciaron las primeras presentaciones para el siguiente año en Europa.Entre marzo y junio de 2022 salieron las primeras fechas para Norteamérica y Latinoamérica alternando entre fechas en solitario y participación en festivales. 
El 9 de agosto de 2022, la gira inició con un show en Estambul, donde no se estrenaron canciones nuevas hasta su presentación en el Festival OpenAir de Zúrich el 23 de agosto, donde tocaron I Ain't Quite Where I Think I Am. Al día siguiente se informó que el nuevo álbum se llamaría The Car y sería publicado el 21 de octubre de 2022.

## Lista de canciones
| Estambul I |
| --- |
| 1. "Do I Wanna Know?" 2. "Brianstorm" 3. "Snap Out Of It" 4. "Crying Lightning" 5. "Teddy Picker" 6. "Potion Approaching" 7. "Why'd You Only Call Me When You're High?" 8. "Tranquility Base Hotel & Casino" 9. "Arabella" 10. "Fireside" 11. "Pretty Visitors" 12. "Library Pictures" 13. "Don't Sit Down 'Cause I've Moved Your Chair" 14. "The View from the Afternoon" 15. "Do Me A Favour" 16. "One Point Perspective" 17. "One for the Road" 18. "505" Encore: 1. "Cornerstone" 2. "I Bet You Look Good on the Dancefloor" 3. "R U Mine?" |

| Estambul II |
| --- |
| 1. "Do I Wanna Know?" 2. "Brianstorm" 3. "Snap Out Of It" 4. "Crying Lightning" 5. "Teddy Picker" 6. "Don't Sit Down 'Cause I've Moved Your Chair" 7. "Potion Approaching" 8. "Why'd You Only Call Me When You're High?" 9. "Tranquility Base Hotel & Casino" 10. "Arabella" 11. "Pretty Visitors" 12. "Fireside" 13. "Cornerstone" 14. "The View from the Afternoon" 15. "Do Me A Favour" 16. "One Point Perspective" 17. "Knee Socks" 18. "505" Encore: 1. "No.1 Party Anthem" 2. "I Bet You Look Good on the Dancefloor" 3. "R U Mine?" |

| Burgas |
| --- |
| 1. "Do I Wanna Know?" 2. "Brianstorm" 3. "Snap Out Of It" 4. "Crying Lightning" 5. "Teddy Picker" 6. "Don't Sit Down 'Cause I've Moved Your Chair" 7. "Potion Approaching" 8. "Why'd You Only Call Me When You're High?" 9. "Tranquility Base Hotel & Casino" 10. "Arabella" 11. "Pretty Visitors" 12. "One for the Road" 13. "The View from the Afternoon" 14. "Do Me A Favour" 15. "One Point Perspective" 16. "Knee Socks" 17. "Cornerstone" 18. "505" Encore: 1. "No.1 Party Anthem" 2. "I Bet You Look Good on the Dancefloor" 3. "R U Mine?" |

| Buftea |
| --- |
| 1. "Do I Wanna Know?" 2. "Brianstorm" 3. "Snap Out Of It" 4. "Don't Sit Down 'Cause I've Moved Your Chair" 5. "Crying Lightning" 6. "Teddy Picker" 7. "Potion Approaching" 8. "Why'd You Only Call Me When You're High?" 9. "Tranquility Base Hotel & Casino" 10. "Arabella" 11. "Pretty Visitors" 12. "One for the Road" 13. "Cornerstone" 14. "The View from the Afternoon" 15. "Do Me A Favour" 16. "One Point Perspective" 17. "Knee Socks" 18. "505" Encore: 1. "No.1 Party Anthem" 2. "I Bet You Look Good on the Dancefloor" 3. "R U Mine?" |

| Sziget Festival |
| --- |
| 1. "The View from the Afternoon" 2. "Brianstorm" 3. "Snap Out Of It" 4. "Don't Sit Down 'Cause I've Moved Your Chair" 5. "Crying Lightning" 6. "Teddy Picker" 7. "Pretty Visitors" 8. "Why'd You Only Call Me When You're High?" 9. "Tranquility Base Hotel & Casino" 10. "Arabella" 11. "Potion Approaching" 12. "One for the Road" 13. "Cornerstone" 14. "Do I Wanna Know?" 15. "Do Me A Favour" 16. "One Point Perspective" 17. "Knee Socks" 18. "505" Encore: 1. "No.1 Party Anthem" 2. "I Bet You Look Good on the Dancefloor" 3. "R U Mine?" |

| Pula |
| --- |
| 1. "The View from the Afternoon" 2. "Brianstorm" 3. "Snap Out Of It" 4. "Don't Sit Down 'Cause I've Moved Your Chair" 5. "Crying Lightning" 6. "Teddy Picker" 7. "Pretty Visitors" 8. "Why'd You Only Call Me When You're High?" 9. "Tranquility Base Hotel & Casino" 10. "Arabella" 11. "Potion Approaching" 12. "One for the Road" 13. "Cornerstone" 14. "Do I Wanna Know?" 15. "Do Me A Favour" 16. "One Point Perspective" 17. "Knee Socks" 18. "505" Encore: 1. "I Bet You Look Good on the Dancefloor" 2. "No.1 Party Anthem" 3. "R U Mine?" |

| Praga |
| --- |
| 1. "The View from the Afternoon" 2. "Brianstorm" 3. "Snap Out Of It" 4. "Crying Lightning" 5. "Teddy Picker" 6. "Pretty Visitors" 7. "Why'd You Only Call Me When You're High?" 8. "Four Out of Five" 9. "Arabella" 10. "Potion Approaching" 11. "One for the Road" 12. "Cornerstone" 13. "505" 14. "That's Where You're Wrong" 15. "Do Me A Favour" 16. "One Point Perspective" 17. "Knee Socks" 18. "Do I Wanna Know?" Encore: 1. "I Bet You Look Good on the Dancefloor" 2. "I Wanna Be Yours" 3. "R U Mine?" |

| Lowlands Festival |
| --- |
| 1. "The View from the Afternoon" 2. "Brianstorm" 3. "Snap Out Of It" 4. "Tranquility Base Hotel & Casino" 5. "Crying Lightning" 6. "Teddy Picker" 7. "Pretty Visitors" 8. "Why'd You Only Call Me When You're High?" 9. "Arabella" 10. "Potion Approaching" 11. "One for the Road" 12. "Cornerstone" 13. "That's Where You're Wrong" 14. "Do I Wanna Know?" 15. "Do Me A Favour" 16. "One Point Perspective" 17. "Knee Socks" 18. "505" Encore: 1. "I Bet You Look Good on the Dancefloor" 2. "I Wanna Be Yours" 3. "R U Mine?" |

| Pukkelpop |
| --- |
| 1. "Do I Wanna Know?" 2. "Brianstorm" 3. "Snap Out Of It" 4. "Don't Sit Down 'Cause I've Moved Your Chair" 5. "Crying Lightning" 6. "Teddy Picker" 7. "The View from the Afternoon" 8. "One Point Perspective" 9. "Why'd You Only Call Me When You're High?" 10. "Potion Approaching" 11. "I Bet You Look Good on the Dancefloor" 12. "One for the Road" 13. "Pretty Visitors" 14. "Do Me A Favour" 15. "Cornerstone" 16. "That's Where You're Wrong" 17. "Knee Socks" 18. "505" Encore: 1. "Tranquility Base Hotel & Casino" 2. "Arabella" 3. "R U Mine?" |

| Zürich Openair |
| --- |
| 1. "Do I Wanna Know?" 2. "Brianstorm" 3. "Snap Out Of It" 4. "Potion Approaching" 5. "Crying Lightning" 6. "Teddy Picker" 7. "The View from the Afternoon" 8. "One Point Perspective" 9. "Don't Sit Down 'Cause I've Moved Your Chair" 10. "Pretty Visitors" 11. "Tranquility Base Hotel & Casino" 12. "Why'd You Only Call Me When You're High?" 13. "I Ain't Quite Where I Think I Am" (Nueva canción, debut en vivo) 14. "Do Me A Favour" 15. "That's Where You're Wrong" 16. "I Bet You Look Good on the Dancefloor" 17. "Knee Socks" 18. "505" Encore: 1. "Cornerstone" 2. "Arabella" 3. "R U Mine?" |

| Rock en Seine, Reading Festival |
| --- |
| 1. "Do I Wanna Know?" 2. "Brianstorm" 3. "Snap Out Of It" 4. "Crying Lightning" 5. "Teddy Picker" 6. "That's Where You're Wrong" 7. "Potion Approaching" 8. "The View from the Afternoon" 9. "Cornerstone" 10. "Pretty Visitors" 11. "Tranquility Base Hotel & Casino" 12. "Why'd You Only Call Me When You're High?" 13. "I Ain't Quite Where I Think I Am" 14. "Do Me A Favour" 15. "From the Ritz to the Rubble" 16. "I Bet You Look Good on the Dancefloor" 17. "Knee Socks" 18. "505" Encore: 1. "One Point Perspective" 2. "Arabella" 3. "R U Mine?" |

| Leeds Festival |
| --- |
| 1. "Do I Wanna Know?" 2. "Brianstorm" 3. "Snap Out Of It" 4. "Crying Lightning" 5. "Teddy Picker" 6. "Potion Approaching" 7. "Cornerstone" 8. "The View from the Afternoon" 9. "That's Where You're Wrong" 10. "Pretty Visitors" 11. "Tranquility Base Hotel & Casino" 12. "Why'd You Only Call Me When You're High?" 13. "I Ain't Quite Where I Think I Am" 14. "Do Me A Favour" 15. "From the Ritz to the Rubble" 16. "I Bet You Look Good on the Dancefloor" 17. "Knee Socks" 18. "505" Encore: 1. "One Point Perspective" 2. "Arabella" 3. "R U Mine?" |

| Cala Mijas |
| --- |
| 1. "Do I Wanna Know?" 2. "Brianstorm" 3. "Snap Out Of It" 4. "Crying Lightning" 5. "Don't Sit Down 'Cause I've Moved Your Chair" 6. "Potion Approaching" 7. "The View from the Afternoon" 8. "Cornerstone" 9. "That's Where You're Wrong" 10. "Pretty Visitors" 11. "Tranquility Base Hotel & Casino" 12. "Why'd You Only Call Me When You're High?" 13. "I Ain't Quite Where I Think I Am" 14. "Do Me A Favour" 15. "From the Ritz to the Rubble" 16. "I Bet You Look Good on the Dancefloor" 17. "Knee Socks" 18. "505" Encore: 1. "One Point Perspective" 2. "Arabella" 3. "R U Mine?" |

| MEO Kalorama |
| --- |
| 1. "Do I Wanna Know?" 2. "Brianstorm" 3. "Snap Out Of It" 4. "Crying Lightning" 5. "Teddy Picker" 6. "Potion Approaching" 7. "The View from the Afternoon" 8. "Cornerstone" 9. "That's Where You're Wrong" 10. "Library Pictures" 11. "Tranquility Base Hotel & Casino" 12. "Why'd You Only Call Me When You're High?" 13. "I Ain't Quite Where I Think I Am" 14. "Do Me A Favour" 15. "From the Ritz to the Rubble" 16. "I Bet You Look Good on the Dancefloor" 17. "Knee Socks" 18. "505" Encore: 1. "One Point Perspective" 2. "Arabella" 3. "R U Mine?" |

| Electric Picnic |
| --- |
| 1. "Do I Wanna Know?" 2. "Brianstorm" 3. "Snap Out Of It" 4. "Crying Lightning" 5. "Teddy Picker" 6. "Potion Approaching" 7. "The View from the Afternoon" 8. "Don't Sit Down 'Cause I've Moved Your Chair" 9. "That's Where You're Wrong" 10. "Pretty Visitors" 11. "Tranquility Base Hotel & Casino" 12. "Why'd You Only Call Me When You're High?" 13. "I Ain't Quite Where I Think I Am" 14. "Do Me A Favour" 15. "From the Ritz to the Rubble" 16. "I Bet You Look Good on the Dancefloor" 17. "Knee Socks" 18. "505" Encore: 1. "One Point Perspective" 2. "Arabella" 3. "R U Mine?" |

| Life Is Beautiful |
| --- |
| 1. "Do I Wanna Know?" 2. "Brianstorm" 3. "Snap Out Of It" 4. "Crying Lightning" 5. "Teddy Picker" 6. "Don't Sit Down 'Cause I've Moved Your Chair" 7. "Potion Approaching" 8. "Why'd You Only Call Me When You're High?" 9. "Tranquility Base Hotel & Casino" 10. "Arabella" 11. "I Ain't Quite Where I Think I Am" 12. "That's Where You're Wrong" 13. "Pretty Visitors" 14. "Do Me A Favour" 15. "The View from the Afternoon" 16. "From the Ritz to the Rubble" 17. "Knee Socks" 18. "505" Encore: 1. "One Point Perspective" 2. "I Bet You Look Good on the Dancefloor" 3. "R U Mine?" |

| Primavera Sound Los Angeles |
| --- |
| 1. "Do I Wanna Know?" 2. "Brianstorm" 3. "Snap Out Of It" 4. "Crying Lightning" 5. "Teddy Picker" 6. "Potion Approaching" 7. "Why'd You Only Call Me When You're High?" 8. "Tranquility Base Hotel & Casino" 9. "Arabella" 10. "I Ain't Quite Where I Think I Am" 11. "Pretty Visitors" 12. "Do Me A Favour" 13. "One Point Perspective" 14. "Knee Socks" 15. "From the Ritz to the Rubble" 16. "505" 17. "I Bet You Look Good on the Dancefloor" 18. "R U Mine?" |

| Brooklyn |
| --- |
| 1. "There’d Better Be A Mirrorball" (Debut en vivo) 2. "One Point Perspective" 3. "Snap Out Of It" 4. "Crying Lightning" 5. "Why'd You Only Call Me When You're High?" 6. "Arabella" 7. "Tranquility Base Hotel & Casino" 8. "The Ultracheese" 9. "Body Paint" (Nueva canción, debut en vivo) 10. "Brianstorm" 11. "Potion Approaching" 12. "Do I Wanna Know?" 13. "That's Where You're Wrong" 14. "Knee Socks" 15. "I Ain't Quite Where I Think I Am" 16. "Pretty Visitors" 17. "From the Ritz to the Rubble" 18. "I Bet You Look Good on the Dancefloor" 19. "R U Mine?" Encore: 1. "Mr. Schwartz" (Nueva canción, debut en vivo) 2. "Cornerstone" 3. "505" |

| Río |
| --- |
| 1. "There’d Better Be A Mirrorball" 2. "Brianstorm" 3. "Snap Out Of It" 4. "Crying Lightning" 5. "Don't Sit Down 'Cause I've Moved Your Chair" 6. "Why'd You Only Call Me When You're High?" 7. "Body Paint" 8. "Four Out of Five" 9. "Arabella" 10. "I Ain't Quite Where I Think I Am" 11. "That's Where You're Wrong" 12. "Cornerstone" 13. "Do I Wanna Know?" 14. "Tranquility Base Hotel & Casino" 15. "Pretty Visitors" 16. "Do Me A Favour" 17. "From the Ritz to the Rubble" 18. "505" Encore: 1. "Sculptures of Anything Goes" (Debut en vivo) 2. "I Bet You Look Good on the Dancefloor" 3. "R U Mine?" |

| São Paulo, Curitiba |
| --- |
| 1. "Sculptures of Anything Goes" 2. "Brianstorm" 3. "Snap Out Of It" 4. "Crying Lightning" 5. "Don't Sit Down 'Cause I've Moved Your Chair" 6. "Why'd You Only Call Me When You're High?" 7. "Body Paint" 8. "Four Out of Five" 9. "Arabella" 10. "Potion Approaching" 11. "The Car" 12. "Cornerstone" 13. "Do I Wanna Know?" 14. "Tranquility Base Hotel & Casino" 15. "Pretty Visitors" 16. "Do Me A Favour" 17. "From the Ritz to the Rubble" 18. "505" Encore: 1. "There’d Better Be A Mirrorball" 2. "I Bet You Look Good on the Dancefloor" 3. "R U Mine?" |

| Kilkfest |
| --- |
| 1. "Sculptures of Anything Goes" 2. "Brianstorm" 3. "Snap Out Of It" 4. "Crying Lightning" 5. "Don't Sit Down 'Cause I've Moved Your Chair" 6. "Why'd You Only Call Me When You're High?" 7. "Body Paint" 8. "Four Out of Five" 9. "Arabella" 10. "Potion Approaching" 11. "The Car" 12. "Cornerstone" 13. "Do I Wanna Know?" 14. "Tranquility Base Hotel & Casino" 15. "Teddy Picker" 16. "Pretty Visitors" 17. "Do Me A Favour" 18. "505" Encore: 1. "There’d Better Be A Mirrorball" 2. "I Bet You Look Good on the Dancefloor" 3. "R U Mine?" |

| Primavera Sound Santiago |
| --- |
| 1. "There’d Better Be A Mirrorball" 2. "Brianstorm" 3. "Snap Out Of It" 4. "Crying Lightning" 5. "Don't Sit Down 'Cause I've Moved Your Chair" 6. "Why'd You Only Call Me When You're High?" 7. "Sculptures of Anything Goes" 8. "Four Out of Five" 9. "Arabella" 10. "Potion Approaching" 11. "The Car" 12. "Cornerstone" 13. "Do I Wanna Know?" 14. "Tranquility Base Hotel & Casino" 15. "Teddy Picker" 16. "Pretty Visitors" 17. "Do Me A Favour" 18. "505" Encore: 1. "Body Paint" 2. "I Bet You Look Good on the Dancefloor" 3. "R U Mine?" |

| Primavera Sound Buenos Aires |
| --- |
| 1. "Sculptures of Anything Goes" 2. "Brianstorm" 3. "Cornerstone" 4. "Snap Out Of It" 5. "Why'd You Only Call Me When You're High?" 6. "Four Out of Five" 7. "Arabella" 8. "Potion Approaching" 9. "There’d Better Be A Mirrorball" 10. "Do I Wanna Know?" 11. "Tranquility Base Hotel & Casino" 12. "Pretty Visitors" 13. "I Bet You Look Good on the Dancefloor" 14. "Body Paint" 15. "505" |

| Lima |
| --- |
| 1. "Brianstorm" 2. "Snap Out Of It" 3. "Crying Lightning" 4. "Don't Sit Down 'Cause I've Moved Your Chair" 5. "Why'd You Only Call Me When You're High?" 6. "Four Out of Five" 7. "Arabella" 8. "Potion Approaching" 9. "The Car" 10. "Cornerstone" 11. "Do I Wanna Know?" 12. "Tranquility Base Hotel & Casino" 13. "Teddy Picker" 14. "I Bet You Look Good on the Dancefloor" 15. "Pretty Visitors" 16. "Do Me A Favour" 17. "505" Encore: 1. "There’d Better Be A Mirrorball" 2. "R U Mine?" 3. "Body Paint" |

| Bogota |
| --- |
| 1. "Sculptures of Anything Goes" 2. "Brianstorm" 3. "Snap Out Of It" 4. "Crying Lightning" 5. "Don't Sit Down 'Cause I've Moved Your Chair" 6. "Why'd You Only Call Me When You're High?" 7. "One Point Perspective" 8. "Arabella" 9. "Potion Approaching" 10. "The Car" 11. "Cornerstone" 12. "Do I Wanna Know?" 13. "Tranquility Base Hotel & Casino" 14. "Teddy Picker" 15. "I Bet You Look Good on the Dancefloor" 16. "Pretty Visitors" 17. "Do Me A Favour" 18. "505" Encore: 1. "There’d Better Be A Mirrorball" 2. "R U Mine?" 3. "Body Paint" |

| Corona Capital |
| --- |
| 1. "Sculptures of Anything Goes" 2. "Brianstorm" 3. "Snap Out Of It" 4. "Crying Lightning" 5. "Don't Sit Down 'Cause I've Moved Your Chair" 6. "Why'd You Only Call Me When You're High?" 7. "Four Out of Five" 8. "Arabella" 9. "Potion Approaching" 10. "The Car" 11. "Cornerstone" 12. "Do I Wanna Know?" 13. "Tranquility Base Hotel & Casino" 14. "Teddy Picker" 15. "I Bet You Look Good on the Dancefloor" 16. "Pretty Visitors" 17. "Do Me A Favour" 18. "505" Encore: 1. "There’d Better Be A Mirrorball" 2. "R U Mine?" 3. "Body Paint" |

| Lost Paradise |
| --- |
| 1. "Sculptures of Anything Goes" 2. "Brianstorm" 3. "Snap Out Of It" 4. "Crying Lightning" 5. "Don't Sit Down 'Cause I've Moved Your Chair" 6. "Why'd You Only Call Me When You're High?" 7. "Four Out of Five" 8. "Arabella" 9. "Potion Approaching" 10. "There’d Better Be A Mirrorball" 11. "Do I Wanna Know?" 12. "One Point Perspective" 13. "Cornerstone" 14. "Pretty Visitors" 15. "I Bet You Look Good on the Dancefloor" 16. "R U Mine?" 17. "505" 18. "Body Paint" |

| Falls Music Festival Victoria |
| --- |
| 1. "There’d Better Be A Mirrorball" 2. "Brianstorm" 3. "Snap Out Of It" 4. "Crying Lightning" 5. "Don't Sit Down 'Cause I've Moved Your Chair" 6. "Why'd You Only Call Me When You're High?" 7. "Four Out of Five" 8. "Arabella" 9. "Potion Approaching" 10. "Sculptures of Anything Goes" 11. "Do I Wanna Know?" 12. "One Point Perspective" 13. "Pretty Visitors" 14. "I Bet You Look Good on the Dancefloor" 15. "R U Mine?" 16. "505" 17. "Body Paint" |

| Falls Music Festival New South Wales |
| --- |
| 1. "There’d Better Be A Mirrorball" 2. "Brianstorm" 3. "Snap Out Of It" 4. "Crying Lightning" 5. "Teddy Picker" 6. "Don't Sit Down 'Cause I've Moved Your Chair" 7. "Why'd You Only Call Me When You're High?" 8. "Four Out of Five" 9. "Arabella" 10. "Potion Approaching" 11. "Do I Wanna Know?" 12. "One Point Perspective" 13. "Pretty Visitors" 14. "I Bet You Look Good on the Dancefloor" Encore: 1. "R U Mine?" 2. "505" 3. "Body Paint" |

| Melbourne I |
| --- |
| 1. "Sculptures of Anything Goes" 2. "Brianstorm" 3. "Snap Out Of It" 4. "Crying Lightning" 5. "Don't Sit Down 'Cause I've Moved Your Chair" 6. "Why'd You Only Call Me When You're High?" 7. "Four Out of Five" 8. "Arabella" 9. "Potion Approaching" 10. "The Car" 11. "Cornerstone" 12. "Do I Wanna Know?" 13. "One Point Perspective" 14. "Teddy Picker" 15. "I Bet You Look Good on the Dancefloor" 16. "Pretty Visitors" 17. "Do Me A Favour" 18. "Body Paint" Encore: 1. "There’d Better Be A Mirrorball" 2. "R U Mine?" 3. "505" |

| Melbourne II |
| --- |
| 1. "Sculptures of Anything Goes" 2. "Brianstorm" 3. "Snap Out Of It" 4. "Crying Lightning" 5. "Don't Sit Down 'Cause I've Moved Your Chair" 6. "Why'd You Only Call Me When You're High?" 7. "Four Out of Five" 8. "Arabella" 9. "Potion Approaching" 10. "I Ain't Quite Where I Think I Am" 11. "Cornerstone" 12. "Do I Wanna Know?" 13. "Tranquility Base Hotel & Casino" 14. "Teddy Picker" 15. "From the Ritz to the Rubble" 16. "I Bet You Look Good on the Dancefloor" 17. "Pretty Visitors" 18. "Body Paint" Encore: 1. "There’d Better Be A Mirrorball" 2. "R U Mine?" 3. "505" |

| Heaps Good Festival |
| --- |
| 1. "I Ain't Quite Where I Think I Am" 2. "Brianstorm" 3. "Snap Out Of It" 4. "Crying Lightning" 5. "Don't Sit Down 'Cause I've Moved Your Chair" 6. "Why'd You Only Call Me When You're High?" 7. "Four Out of Five" 8. "Arabella" 9. "Potion Approaching" 10. "Do I Wanna Know?" 11. "Tranquility Base Hotel & Casino" 12. "Teddy Picker" 13. "Pretty Visitors" 14. "I Bet You Look Good on the Dancefloor" 15. "Body Paint" Encore: 1. "R U Mine?" 2. "There’d Better Be A Mirrorball" 3. "505" |

| Falls Music Festival Fremantle |
| --- |
| 1. "Sculptures of Anything Goes" 2. "Brianstorm" 3. "Snap Out Of It" 4. "Crying Lightning" 5. "Don't Sit Down 'Cause I've Moved Your Chair" 6. "Why'd You Only Call Me When You're High?" 7. "Four Out of Five" 8. "Arabella" 9. "Potion Approaching" 10. "Do I Wanna Know?" 11. "From the Ritz to the Rubble" 12. "Teddy Picker" 13. "Pretty Visitors" 14. "I Bet You Look Good on the Dancefloor" 15. "Body Paint" Encore: 1. "R U Mine?" 2. "There’d Better Be A Mirrorball" 3. "505" |

| Brisbane |
| --- |
| 1. "The View from the Afternoon" 2. "Brianstorm" 3. "Snap Out Of It" 4. "Crying Lightning" 5. "Don't Sit Down 'Cause I've Moved Your Chair" 6. "Sculptures of Anything Goes" 7. "Why'd You Only Call Me When You're High?" 8. "Four Out of Five" 9. "Arabella" 10. "Pretty Visitors" 11. "Do I Wanna Know?" 12. "Cornerstone" 13. "There’d Better Be A Mirrorball" 14. "Tranquility Base Hotel & Casino" 15. "Teddy Picker" 16. "From the Ritz to the Rubble" 17. "I Bet You Look Good on the Dancefloor" 18. "Body Paint" Encore: 1. "Big Ideas" (Debut en vivo) 2. "505" 3. "R U Mine?" |

| Sidney |
| --- |
| 1. "The View from the Afternoon" 2. "Brianstorm" 3. "Snap Out Of It" 4. "Crying Lightning" 5. "Don't Sit Down 'Cause I've Moved Your Chair" 6. "Sculptures of Anything Goes" 7. "Why'd You Only Call Me When You're High?" 8. "Four Out of Five" 9. "Arabella" 10. "Pretty Visitors" 11. "Cornerstone" 12. "Do I Wanna Know?" 13. "There’d Better Be A Mirrorball" 14. "Tranquility Base Hotel & Casino" 15. "Teddy Picker" 16. "From the Ritz to the Rubble" 17. "I Bet You Look Good on the Dancefloor" 18. "Body Paint" Encore: 1. "Big Ideas" 2. "505" 3. "R U Mine?" |

| Singapur |
| --- |
| 1. "Sculptures of Anything Goes" 2. "Brianstorm" 3. "Snap Out Of It" 4. "Crying Lightning" 5. "Don't Sit Down 'Cause I've Moved Your Chair" 6. "Potion Approaching" 7. "Why'd You Only Call Me When You're High?" 8. "Four Out of Five" 9. "Arabella" 10. "Pretty Visitors" 11. "Cornerstone" 12. "Do I Wanna Know?" 13. "Do Me A Favour" 14. "One Point Perspective" 15. "Teddy Picker" 16. "From the Ritz to the Rubble" 17. "I Bet You Look Good on the Dancefloor" 18. "Body Paint" Encore: 1. "There’d Better Be A Mirrorball" 2. "505" 3. "R U Mine?" |

| Clockenflap |
| --- |
| 1. "The View from the Afternoon" 2. "Brianstorm" 3. "Snap Out Of It" 4. "Crying Lightning" 5. "Don't Sit Down 'Cause I've Moved Your Chair" 6. "Sculptures of Anything Goes" 7. "Why'd You Only Call Me When You're High?" 8. "Four Out of Five" 9. "Arabella" 10. "Pretty Visitors" 11. "Cornerstone" 12. "Do I Wanna Know?" 13. "Do Me A Favour" 14. "Tranquility Base Hotel & Casino" 15. "Teddy Picker" 16. "From the Ritz to the Rubble" 17. "I Bet You Look Good on the Dancefloor" 18. "Body Paint" Encore: 1. "There’d Better Be A Mirrorball" 2. "505" 3. "R U Mine?" |

| Manila |
| --- |
| 1. "Sculptures of Anything Goes" 2. "Brianstorm" 3. "Snap Out Of It" 4. "Crying Lightning" 5. "Don't Sit Down 'Cause I've Moved Your Chair" 6. "The View from the Afternoon" 7. "Why'd You Only Call Me When You're High?" 8. "Four Out of Five" 9. "Arabella" 10. "Pretty Visitors" 11. "Cornerstone" 12. "Do I Wanna Know?" 13. "Do Me A Favour" 14. "Tranquility Base Hotel & Casino" 15. "Teddy Picker" 16. "From the Ritz to the Rubble" 17. "I Bet You Look Good on the Dancefloor" 18. "Body Paint" Encore: 1. "There’d Better Be A Mirrorball" 2. "505" 3. "R U Mine?" |

| Bangkok |
| --- |
| 1. "Sculptures of Anything Goes" 2. "Brianstorm" 3. "Snap Out Of It" 4. "Crying Lightning" 5. "Don't Sit Down 'Cause I've Moved Your Chair" 6. "I Ain't Quite Where I Think I Am" 7. "Why'd You Only Call Me When You're High?" 8. "Four Out of Five" 9. "Arabella" 10. "Pretty Visitors" 11. "Cornerstone" 12. "Do I Wanna Know?" 13. "Do Me A Favour" 14. "Tranquility Base Hotel & Casino" 15. "Teddy Picker" 16. "From the Ritz to the Rubble" 17. "I Bet You Look Good on the Dancefloor" 18. "Body Paint" Encore: 1. "There’d Better Be A Mirrorball" 2. "505" 3. "R U Mine?" |

| Linz, Múnich |
| --- |
| 1. "Sculptures of Anything Goes" 2. "Brianstorm" 3. "Snap Out Of It" 4. "Crying Lightning" 5. "Don't Sit Down 'Cause I've Moved Your Chair" 6. "Why'd You Only Call Me When You're High?" 7. "Four Out of Five" 8. "Arabella" 9. "Pretty Visitors" 10. "From the Ritz to the Rubble" 11. "Suck It And See" 12. "Perfect Sense" (Debut en vivo) 13. "Star Treatment" 14. "Fluorescent Adolescent" 15. "Do I Wanna Know?" 16. "505" 17. "I Wanna Be Yours" 18. "Body Paint" Encore: 1. "There’d Better Be A Mirrorball" 2. "I Bet You Look Good On The Dancefloor" 3. "R U Mine?" |

| Hamburgo |
| --- |
| 1. "Sculptures of Anything Goes" 2. "Brianstorm" 3. "Snap Out Of It" 4. "Crying Lightning" 5. "Teddy Picker" 6. "Don't Sit Down 'Cause I've Moved Your Chair" 7. "Why'd You Only Call Me When You're High?" 8. "Four Out of Five" 9. "Arabella" 10. "Pretty Visitors" 11. "Suck It And See" 12. "Perfect Sense" 13. "Star Treatment" 14. "Fluorescent Adolescent" 15. "Do I Wanna Know?" 16. "505" 17. "I Wanna Be Yours" 18. "Body Paint" Encore: 1. "There’d Better Be A Mirrorball" 2. "I Bet You Look Good On The Dancefloor" 3. "R U Mine?" |

| Estocolmo |
| --- |
| 1. "Sculptures of Anything Goes" 2. "Brianstorm" 3. "Snap Out Of It" 4. "Crying Lightning" 5. "Teddy Picker" 6. "Don't Sit Down 'Cause I've Moved Your Chair" 7. "Why'd You Only Call Me When You're High?" 8. "Four Out of Five" 9. "Arabella" 10. "Pretty Visitors" 11. "Star Treatment" 12. "There’d Better Be A Mirrorball" 13. "Suck It And See" 14. "Fluorescent Adolescent" 15. "Do I Wanna Know?" 16. "505" 17. "I Wanna Be Yours" 18. "Body Paint" Encore: 1. "Big Ideas" 2. "I Bet You Look Good On The Dancefloor" 3. "R U Mine?" |

| Oslo |
| --- |
| 1. "Sculptures of Anything Goes" 2. "Brianstorm" 3. "Snap Out Of It" 4. "Crying Lightning" 5. "Teddy Picker" 6. "Don't Sit Down 'Cause I've Moved Your Chair" 7. "Why'd You Only Call Me When You're High?" 8. "Four Out of Five" 9. "Arabella" 10. "Pretty Visitors" 11. "Fluorescent Adolescent" 12. "There’d Better Be A Mirrorball" 13. "Suck It And See" 14. "Star Treatment" 15. "Do I Wanna Know?" 16. "505" 17. "I Wanna Be Yours" 18. "Body Paint" Encore: 1. "Big Ideas" 2. "I Bet You Look Good On The Dancefloor" 3. "R U Mine?" |

| Berlín |
| --- |
| 1. "Sculptures of Anything Goes" 2. "Brianstorm" 3. "Snap Out Of It" 4. "Crying Lightning" 5. "Teddy Picker" 6. "The View from the Afternoon" 7. "Four Out of Five" 8. "Big Ideas" 9. "R U Mine?" 10. "I Bet You Look Good On The Dancefloor" 11. "Pretty Visitors" 12. "Arabella" 13. "Why'd You Only Call Me When You're High?" 14. "Suck It And See" 15. "Fluorescent Adolescent" 16. "There’d Better Be A Mirrorball" 17. "Star Treatment" 18. "505" Encore: 1. "I Wanna Be Yours" 2. "Body Paint" 3. "Do I Wanna Know?" |

| Oberhausen, Amsterdam |
| --- |
| 1. "Sculptures of Anything Goes" 2. "Brianstorm" 3. "Snap Out Of It" 4. "Crying Lightning" 5. "Teddy Picker" 6. "The View from the Afternoon" 7. "Four Out of Five" 8. "Big Ideas" 9. "Cornerstone" 10. "Do I Wanna Know?" 11. "Pretty Visitors" 12. "Arabella" 13. "Why'd You Only Call Me When You're High?" 14. "Suck It And See" 15. "Fluorescent Adolescent" 16. "There’d Better Be A Mirrorball" 17. "505" 18. "Body Paint" Encore: 1. "I Wanna Be Yours" 2. "I Bet You Look Good on the Dancefloor" 3. "R U Mine?" |

| Amsterdam II |
| --- |
| 1. "Sculptures of Anything Goes" 2. "Brianstorm" 3. "Snap Out Of It" 4. "Crying Lightning" 5. "Teddy Picker" 6. "The View from the Afternoon" 7. "Four Out of Five" 8. "Big Ideas" 9. "Do I Wanna Know?" 10. "Pretty Visitors" 11. "Arabella" 12. "Why'd You Only Call Me When You're High?" 13. "Suck It And See" 14. "Fluorescent Adolescent" 15. "There’d Better Be A Mirrorball" 16. "Star Treatment" 17. "505" 18. "Body Paint" Encore: 1. "I Wanna Be Yours" 2. "I Bet You Look Good on the Dancefloor" 3. "R U Mine?" |

| Frankfurt, Paris |
| --- |
| 1. "Sculptures of Anything Goes" 2. "Brianstorm" 3. "Snap Out Of It" 4. "Crying Lightning" 5. "Teddy Picker" 6. "The View from the Afternoon" 7. "Four Out of Five" 8. "Big Ideas" 9. "Why'd You Only Call Me When You're High?" 10. "Arabella" 11. "Pretty Visitors" 12. "Suck It And See" 13. "Fluorescent Adolescent" 14. "Do I Wanna Know?" 15. "There’d Better Be A Mirrorball" 16. "Star Treatment" 17. "505" 18. "Body Paint" Encore: 1. "I Wanna Be Yours" 2. "I Bet You Look Good on the Dancefloor" 3. "R U Mine?" |

| Paris II |
| --- |
| 1. "Sculptures of Anything Goes" 2. "Brianstorm" 3. "Snap Out Of It" 4. "Crying Lightning" 5. "Don't Sit Down 'Cause I've Moved Your Chair" 6. "The View from the Afternoon" 7. "Four Out of Five" 8. "Cornerstone" 9. "Big Ideas" 10. "Why'd You Only Call Me When You're High?" 11. "Arabella" 12. "Suck It And See" 13. "Fluorescent Adolescent" 14. "Pretty Visitors" 15. "Do I Wanna Know?" 16. "There’d Better Be A Mirrorball" 17. "505" 18. "Body Paint" Encore: 1. "I Wanna Be Yours" 2. "I Bet You Look Good on the Dancefloor" 3. "R U Mine?" |

| Bristol |
| --- |
| 1. "Mardy Bum" 2. "Don't Sit Down 'Cause I've Moved Your Chair" 3. "Brianstorm" 4. "Snap Out Of It" 5. "Crying Lightning" 6. "Teddy Picker" 7. "The View from the Afternoon" 8. "Four Out of Five" 9. "Why'd You Only Call Me When You're High?" 10. "Arabella" 11. "My Propeller" 12. "Fluorescent Adolescent" 13. "Suck It And See" 14. "Do I Wanna Know?" 15. "There’d Better Be A Mirrorball" 16. "I Wanna Be Yours" 17. "505" 18. "Body Paint" Encore: 1. "Sculptures of Anything Goes" 2. "I Bet You Look Good on the Dancefloor" 3. "R U Mine?" |

| Coventry |
| --- |
| 1. "Brianstorm" 2. "Snap Out Of It" 3. "Don't Sit Down 'Cause I've Moved Your Chair" 4. "Crying Lightning" 5. "Teddy Picker" 6. "The View from the Afternoon" 7. "Four Out of Five" 8. "Big Ideas" 9. "Why'd You Only Call Me When You're High?" 10. "Arabella" 11. "My Propeller" 12. "Fluorescent Adolescent" 13. "Cornerstone" 14. "Do I Wanna Know?" 15. "Mardy Bum" 16. "There’d Better Be A Mirrorball" 17. "505" 18. "Body Paint" Encore: 1. "Sculptures of Anything Goes" 2. "I Bet You Look Good on the Dancefloor" 3. "R U Mine?" |

| Mánchester |
| --- |
| 1. "Fluorescent Adolescent" 2. "Brianstorm" 3. "Snap Out Of It" 4. "Don't Sit Down 'Cause I've Moved Your Chair" 5. "Crying Lightning" 6. "Teddy Picker" 7. "The View from the Afternoon" 8. "Four Out of Five" 9. "Cornerstone" 10. "Why'd You Only Call Me When You're High?" 11. "Arabella" 12. "My Propeller" 13. "Suck It And See" 14. "Do I Wanna Know?" 15. "Mardy Bum" 16. "There’d Better Be A Mirrorball" 17. "505" 18. "Body Paint" Encore: 1. "Sculptures of Anything Goes" 2. "I Bet You Look Good on the Dancefloor" 3. "R U Mine?" |

| Mánchester II |
| --- |
| 1. "Mardy Bum" 2. "Brianstorm" 3. "Snap Out Of It" 4. "Crying Lightning" 5. "Teddy Picker" 6. "The View from the Afternoon" 7. "Cornerstone" 8. "Four Out of Five" 9. "Why'd You Only Call Me When You're High?" 10. "Arabella" 11. "Pretty Visitors" 12. "Fluorescent Adolescent' 13. "Do I Wanna Know?" 14. "Star Treatment" 15. "There’d Better Be A Mirrorball" 16. "I Wanna Be Yours" 17. "Body Paint" 18. "505" Encore: 1. "Sculptures of Anything Goes" 2. "I Bet You Look Good on the Dancefloor" 3. "R U Mine?" |

| Middlesbrough |
| --- |
| 1. "Cornerstone" 2. "Brianstorm" 3. "Snap Out Of It" 4. "Crying Lightning" 5. "Teddy Picker" 6. "The View from the Afternoon" 7. "Four Out of Five" 8. "Why'd You Only Call Me When You're High?" 9. "Arabella" 10. "Pretty Visitors" 11. "Fluorescent Adolescent" 12. "Perfect Sense" 13. "Do I Wanna Know?" 14. "Mardy Bum" 15. "There’d Better Be A Mirrorball" 16. "505" 17. "I Wanna Be Yours" 18. "Body Paint" Encore: 1. "Sculptures of Anything Goes" 2. "I Bet You Look Good on the Dancefloor" 3. "R U Mine?" |

| Norwich |
| --- |
| 1. "The View from the Afternoon" 2. "Brianstorm" 3. "Snap Out Of It" 4. "Crying Lightning" 5. "Teddy Picker" 6. "Cornerstone" 7. "Four Out of Five" 8. "Why'd You Only Call Me When You're High?" 9. "Arabella" 10. "Sculptures of Anything Goes" 11. "Pretty Visitors" 12. "Fluorescent Adolescent" 13. "Perfect Sense" 14. "Do I Wanna Know?" 15. "Mardy Bum" 16. "There’d Better Be A Mirrorball" 17. "505" 18. "Body Paint" Encore: 1. "I Wanna Be Yours" 2. "I Bet You Look Good on the Dancefloor" 3. "R U Mine?" |

| Sheffield |
| --- |
| 1. "A Certain Romance" 2. "Brianstorm" 3. "Snap Out Of It" 4. "Don't Sit Down 'Cause I've Moved Your Chair" 5. "Crying Lightning" 6. "Teddy Picker" 7. "Four Out of Five" 8. "Why'd You Only Call Me When You're High?" 9. "Arabella" 10. "Sculptures of Anything Goes" 11. "Cornerstone" 12. "Fluorescent Adolescent" 13. "Perfect Sense" 14. "Do I Wanna Know?" 15. "Mardy Bum" 16. "There’d Better Be A Mirrorball" 17. "505" 18. "Body Paint" Encore: 1. "I Wanna Be Yours" 2. "I Bet You Look Good on the Dancefloor" 3. "R U Mine?" |

| Sheffield II |
| --- |
| 1. "Brianstorm" 2. "Snap Out Of It" 3. "Don't Sit Down 'Cause I've Moved Your Chair" 4. "Crying Lightning" 5. "Teddy Picker" 6. "From the Ritz to the Rubble" 7. "Cornerstone" 8. "Why'd You Only Call Me When You're High?" 9. "Arabella" 10. "Four Out of Five" 11. "Pretty Visitors" 12. "Fluorescent Adolescent" 13. "Perfect Sense" 14. "Do I Wanna Know?" 15. "Mardy Bum" 16. "There’d Better Be A Mirrorball" 17. "505" 18. "Body Paint" Encore: 1. "Sculptures of Anything Goes" 2. "I Bet You Look Good on the Dancefloor" 3. "R U Mine?" |

| Swansea |
| --- |
| 1. "Brianstorm" 2. "Snap Out Of It" 3. "Don't Sit Down 'Cause I've Moved Your Chair" 4. "Crying Lightning" 5. "Teddy Picker" 6. "The View From the Afternoon" 7. "Cornerstone" 8. "Why'd You Only Call Me When You're High?" 9. "Arabella" 10. "Four Out of Five" 11. "Pretty Visitors" 12. "Fluorescent Adolescent" 13. "Perfect Sense" 14. "Do I Wanna Know?" 15. "Mardy Bum" 16. "There’d Better Be A Mirrorball" 17. "505" 18. "Body Paint" Encore: 1. "Sculptures of Anything Goes" 2. "I Bet You Look Good on the Dancefloor" 3. "R U Mine?" |

| Southampton |
| --- |
| 1. "Brianstorm" 2. "Snap Out Of It" 3. "Crying Lightning" 4. "Teddy Picker" 5. "The View From the Afternoon" 6. "Cornerstone" 7. "Why'd You Only Call Me When You're High?" 8. "Arabella" 9. "Four Out of Five" 10. "Pretty Visitors" 11. "Fluorescent Adolescent" 12. "Suck It And See" 13. "Perfect Sense" 14. "Do I Wanna Know?" 15. "Mardy Bum" 16. "There’d Better Be A Mirrorball" 17. "505" 18. "Body Paint" Encore: 1. "I Wanna Be Yours" 2. "I Bet You Look Good on the Dancefloor" 3. "R U Mine?" |

| Londres |
| --- |
| 1. "Brianstorm" 2. "Snap Out Of It" 3. "Don't Sit Down 'Cause I've Moved Your Chair" 4. "Crying Lightning" 5. "Teddy Picker" 6. "From the Ritz to the Rubble" 7. "Cornerstone" 8. "Why'd You Only Call Me When You're High?" 9. "Arabella" 10. "Four Out of Five" 11. "Pretty Visitors" 12. "Fluorescent Adolescent" 13. "Perfect Sense" 14. "Do I Wanna Know?" 15. "Mardy Bum" 16. "There’d Better Be A Mirrorball" 17. "505" 18. "Body Paint" Encore: 1. "Sculptures of Anything Goes" 2. "I Bet You Look Good on the Dancefloor" 3. "R U Mine?" |

| Londres II |
| --- |
| 1. "Brianstorm" 2. "Snap Out Of It" 3. "Don't Sit Down 'Cause I've Moved Your Chair" 4. "Crying Lightning" 5. "Teddy Picker" 6. "The View From the Afternoon" 7. "Cornerstone" 8. "Why'd You Only Call Me When You're High?" 9. "Arabella" 10. "Four Out of Five" 11. "Pretty Visitors" 12. "Fluorescent Adolescent" 13. "Perfect Sense" 14. "Do I Wanna Know?" 15. "Mardy Bum" 16. "There’d Better Be A Mirrorball" 17. "505" 18. "Body Paint" Encore: 1. "I Wanna Be Yours" 2. "I Bet You Look Good on the Dancefloor" 3. "R U Mine?" |

| Londres III |
| --- |
| 1. "Brianstorm" 2. "Snap Out Of It" 3. "Don't Sit Down 'Cause I've Moved Your Chair" 4. "Crying Lightning" 5. "Teddy Picker" 6. "The View From the Afternoon" 7. "Cornerstone" 8. "Why'd You Only Call Me When You're High?" 9. "Arabella" 10. "Four Out of Five" 11. "Pretty Visitors" 12. "Fluorescent Adolescent" 13. "Perfect Sense" 14. "Do I Wanna Know?" 15. "Mardy Bum" 16. "There’d Better Be A Mirrorball" 17. "505" (con Miles Kane) 18. "Body Paint" Encore: 1. "Star Treatment" 2. "I Bet You Look Good on the Dancefloor" 3. "R U Mine?" |

| Glastonbury Festival |
| --- |
| 1. "Sculptures of Anything Goes" 2. "Brianstorm" 3. "Snap Out Of It" 4. "Don't Sit Down 'Cause I've Moved Your Chair" 5. "Crying Lightning" 6. "Teddy Picker" 7. "Cornerstone" 8. "Why'd You Only Call Me When You're High?" 9. "Arabella" 10. "Four Out of Five" 11. "Pretty Visitors" 12. "Fluorescent Adolescent" 13. "Perfect Sense" 14. "Do I Wanna Know?" 15. "Mardy Bum" 16. "There’d Better Be A Mirrorball" 17. "505" 18. "Body Paint" Encore: 1. "I Wanna Be Yours" 2. "I Bet You Look Good on the Dancefloor" 3. "R U Mine?" |

| Glasgow |
| --- |
| 1. "Brianstorm" 2. "Snap Out Of It" 3. "Don't Sit Down 'Cause I've Moved Your Chair" 4. "Crying Lightning" 5. "Teddy Picker" 6. "From the Ritz to the Rubble" 7. "Cornerstone" 8. "Why'd You Only Call Me When You're High?" 9. "Arabella" 10. "Four Out of Five" 11. "Pretty Visitors" 12. "Fluorescent Adolescent" 13. "Perfect Sense" 14. "Do I Wanna Know?" 15. "Mardy Bum" 16. "There’d Better Be A Mirrorball" 17. "505" 18. "Body Paint" Encore: 1. "Sculptures of Anything Goes" 2. "I Bet You Look Good on the Dancefloor" 3. "R U Mine?" |

| Rock Werchter |
| --- |
| 1. "Sculptures of Anything Goes" 2. "Brianstorm" 3. "Snap Out Of It" 4. "Don't Sit Down 'Cause I've Moved Your Chair" 5. "Crying Lightning" 6. "The View From the Afternoon" 7. "Cornerstone" 8. "Why'd You Only Call Me When You're High?" 9. "Arabella" 10. "Four Out of Five" 11. "Do Me A Favour" 12. "Pretty Visitors" 13. "Fluorescent Adolescent" 14. "Perfect Sense" 15. "Do I Wanna Know?" 16. "There’d Better Be A Mirrorball" 17. "505" 18. "Body Paint" Encore: 1. "I Wanna Be Yours" 2. "I Bet You Look Good on the Dancefloor" 3. "R U Mine?" |

| Luxemburgo |
| --- |
| 1. es" 2. "Brianstorm" 3. "Snap Out Of It" 4. "Don't Sit Down 'Cause I've Moved Your Chair" 5. "Crying Lightning" 6. "The View From the Afternoon" 7. "Four Out of Five" 8. "Cornerstone" 9. "Why'd You Only Call Me When You're High?" 10. "Arabella" 11. "I Ain't Quite Where I Think I Am" 12. "Do Me A Favour" 13. "Pretty Visitors" 14. "Fluorescent Adolescent" 15. "Knee Socks" 16. "Do I Wanna Know?" 17. "There’d Better Be A Mirrorball" 18. "505" 19. "Body Paint" Encore: 1. "Sculptures of Anything Goes" 2. "I Bet You Look Good on the Dancefloor" 3. "R U Mine?" |

| Musilac Music |
| --- |
| 1. "Brianstorm" 2. "Snap Out Of It" 3. "Don't Sit Down 'Cause I've Moved Your Chair" 4. "Crying Lightning" 5. "The View From the Afternoon" 6. "Cornerstone" 7. "Why'd You Only Call Me When You're High?" 8. "Arabella" 9. "Four Out of Five" 10. "I Ain't Quite Where I Think I Am" 11. "Pretty Visitors" 12. "I Bet You Look Good on the Dancefloor" 13. "R U Mine?" 14. "Fluorescent Adolescent" 15. "Knee Socks" 16. "Do I Wanna Know?" 17. "There’d Better Be A Mirrorball" 18. "505" 19. "Body Paint" |

| NOS Alive |
| --- |
| 1. "Sculptures of Anything Goes" 2. "Brianstorm" 3. "Snap Out Of It" 4. "Don't Sit Down 'Cause I've Moved Your Chair" 5. "Crying Lightning" 6. "The View From the Afternoon" 7. "Four Out of Five" 8. "Cornerstone" 9. "Why'd You Only Call Me When You're High?" 10. "Arabella" 11. "I Ain't Quite Where I Think I Am" 12. "Pretty Visitors" 13. "Fluorescent Adolescent" 14. "Knee Socks" 15. "Do I Wanna Know?" 16. "There’d Better Be A Mirrorball" 17. "505" 18. "Body Paint" Encore: 1. "I Wanna Be Yours" 2. "I Bet You Look Good on the Dancefloor" 3. "R U Mine?" |

| Bilbao BBK Live |
| --- |
| 1. "Sculptures of Anything Goes" 2. "Brianstorm" 3. "Snap Out Of It" 4. "Don't Sit Down 'Cause I've Moved Your Chair" 5. "Crying Lightning" 6. "The View From the Afternoon" 7. "Four Out of Five" 8. "Cornerstone" 9. "Why'd You Only Call Me When You're High?" 10. "Arabella" 11. "I Ain't Quite Where I Think I Am" 12. "Pretty Visitors" 13. "Fluorescent Adolescent" 14. "Do I Wanna Know?" 15. "Mardy Bum" 16. "There’d Better Be A Mirrorball" 17. "505" 18. "Body Paint" Encore: 1. "I Wanna Be Yours" 2. "I Bet You Look Good on the Dancefloor" 3. "R U Mine?" |

| Madrid |
| --- |
| 1. "Sculptures of Anything Goes" 2. "Brianstorm" 3. "Snap Out Of It" 4. "Crying Lightning" 5. "The View From the Afternoon" 6. "Four Out of Five" 7. "Cornerstone" 8. "Why'd You Only Call Me When You're High?" 9. "Arabella" 10. "I Ain't Quite Where I Think I Am" 11. "Do Me A Favour" 12. "Pretty Visitors" 13. "Fluorescent Adolescent" 14. "Do I Wanna Know?" 15. "Mardy Bum" 16. "There’d Better Be A Mirrorball" 17. "505" 18. "Body Paint" Encore: 1. "Star Treatment" 2. "I Bet You Look Good on the Dancefloor" 3. "R U Mine?" |

| Madrid II |
| --- |
| 1. "Brianstorm" 2. "Snap Out Of It" 3. "Don't Sit Down 'Cause I've Moved Your Chair" 4. "Crying Lightning" 5. "The View From the Afternoon" 6. "Four Out of Five" 7. "Big Ideas" 8. "Why'd You Only Call Me When You're High?" 9. "Arabella" 10. "My Propeller" 11. "Fluorescent Adolescent" 12. "Knee Socks" 13. "Do Me A Favour" 14. "There’d Better Be A Mirrorball" 15. "505" 16. "Star Treatment" 17. "Do I Wanna Know?" 18. "Body Paint" Encore: 1. "Sculptures of Anything Goes" 2. "I Bet You Look Good on the Dancefloor" 3. "R U Mine?" |

| Festival de Nîmes |
| --- |
| 1. "Brianstorm" 2. "Snap Out Of It" 3. "Don't Sit Down 'Cause I've Moved Your Chair" 4. "Crying Lightning" 5. "The View From the Afternoon" 6. "Four Out of Five" 7. "Sculptures of Anything Goes" 8. "Why'd You Only Call Me When You're High?" 9. "Arabella" 10. "My Propeller" 11. "Perfect Sense" 12. "Fluorescent Adolescent" 13. "Do Me A Favour" 14. "Cornerstone" 15. "There’d Better Be A Mirrorball" 16. "505" 17. "Do I Wanna Know?" 18. "Body Paint" Encore: 1. "Star Treatment" 2. "I Bet You Look Good on the Dancefloor" 3. "R U Mine?" |

| I-Days |
| --- |
| 1. "Brianstorm" 2. "Snap Out Of It" 3. "Don't Sit Down 'Cause I've Moved Your Chair" 4. "Crying Lightning" 5. "Teddy Picker" 6. "The View From the Afternoon" 7. "Why'd You Only Call Me When You're High?" 8. "Arabella" 9. "Four Out of Five" 10. "Pretty Visitors" 11. "Perfect Sense" 12. "Fluorescent Adolescent" 13. "Do Me A Favour" 14. "Cornerstone" 15. "There’d Better Be A Mirrorball" 16. "505" 17. "Do I Wanna Know?" 18. "Body Paint" Encore: 1. "Sculptures of Anything Goes" 2. "I Bet You Look Good on the Dancefloor" 3. "R U Mine?" |

| Rock in Roma |
| --- |
| 1. "Sculptures of Anything Goes" 2. "Brianstorm" 3. "Snap Out Of It" 4. "Don't Sit Down 'Cause I've Moved Your Chair" 5. "Crying Lightning" 6. "Teddy Picker" 7. "The View From the Afternoon" 8. "Four Out of Five" 9. "Why'd You Only Call Me When You're High?" 10. "Arabella" 11. "Fluorescent Adolescent" 12. "Perfect Sense" 13. "Do Me A Favour" 14. "Cornerstone" 15. "There’d Better Be A Mirrorball" 16. "505" 17. "Do I Wanna Know?" 18. "Body Paint" Encore: 1. "I Wanna Be Yours" 2. "I Bet You Look Good on the Dancefloor" 3. "R U Mine?" |

| Atenas |
| --- |
| 1. "Sculptures of Anything Goes" 2. "Brianstorm" 3. "Snap Out Of It" 4. "Don't Sit Down 'Cause I've Moved Your Chair" 5. "Crying Lightning" 6. "Teddy Picker" 7. "Four Out of Five" 8. "Why'd You Only Call Me When You're High?" 9. "Arabella" 10. "From the Ritz to the Rubble" 11. "Fluorescent Adolescent" 12. "Perfect Sense" 13. "Do Me A Favour" 14. "Mardy Bum" 15. "There’d Better Be A Mirrorball" 16. "505" 17. "Do I Wanna Know?" 18. "Body Paint" Encore: 1. "Cornerstone" 2. "I Bet You Look Good on the Dancefloor" 3. "R U Mine?" |

| Atenas II |
| --- |
| 1. "Sculptures of Anything Goes" 2. "Brianstorm" 3. "Snap Out Of It" 4. "Don't Sit Down 'Cause I've Moved Your Chair" 5. "Crying Lightning" 6. "Teddy Picker" 7. "Cornerstone" 8. "Four Out of Five" 9. "Why'd You Only Call Me When You're High?" 10. "Arabella" 11. "The View From the Afternoon" 12. "Fluorescent Adolescent" 13. "Knee Socks" 14. "Do Me A Favour" 15. "There’d Better Be A Mirrorball" 16. "505" 17. "Do I Wanna Know?" 18. "Body Paint" Encore: 1. "I Wanna Be Yours" 2. "I Bet You Look Good on the Dancefloor" 3. "R U Mine?" |

| Mineápolis |
| --- |
| 1. "Sculptures of Anything Goes" 2. "Brianstorm" 3. "Snap Out Of It" 4. "Don't Sit Down 'Cause I've Moved Your Chair" 5. "Crying Lightning" 6. "Teddy Picker" 7. "The View From the Afternoon" 8. "Four Out of Five" 9. "Why'd You Only Call Me When You're High?" 10. "Arabella" 11. "Fluorescent Adolescent" 12. "Perfect Sense" 13. "Do Me A Favour" 14. "Cornerstone" 15. "There’d Better Be A Mirrorball" 16. "505" 17. "Do I Wanna Know?" 18. "Body Paint" Encore: 1. "One Point Perspective" 2. "I Bet You Look Good on the Dancefloor" 3. "R U Mine?" |

| Mineápolis II |
| --- |
| 1. "Sculptures of Anything Goes" 2. "Brianstorm" 3. "Snap Out Of It" 4. "Teddy Picker" 5. "Crying Lightning" 6. "Fireside" 7. "Cornerstone" 8. "Why'd You Only Call Me When You're High?" 9. "Arabella" 10. "The View From the Afternoon" 11. "Four Out of Five" 12. "Pretty Visitors" 13. "Fluorescent Adolescent" 14. "Knee Socks" 15. "Do I Wanna Know?" 16. "There’d Better Be A Mirrorball" 17. "505" 18. "Body Paint" Encore: 1. "Star Treatment" 2. "I Bet You Look Good on the Dancefloor" 3. "R U Mine?" |

| Sacramento, Inglewood I, Ciudad de México I |
| --- |
| 1. "Sculptures of Anything Goes" 2. "Brianstorm" 3. "Snap Out Of It" 4. "Don't Sit Down 'Cause I've Moved Your Chair" 5. "Teddy Picker" 6. "Crying Lightning" 7. "Tranquility Base Hotel & Casino" 8. "Why'd You Only Call Me When You're High?" 9. "Arabella" 10. "Perfect Sense" 11. "The View From the Afternoon" 12. "Knee Socks" 13. "Pretty Visitors" 14. "Fluorescent Adolescent" 15. "There’d Better Be A Mirrorball" 16. "505" 17. "Do I Wanna Know?" 18. "Body Paint" Encore: 1. "Hello You" 2. "I Bet You Look Good on the Dancefloor" 3. "R U Mine?" |

| Inglewood II, Ciudad de México I |
| --- |
| 1. "Sculptures of Anything Goes" 2. "Brianstorm" 3. "Snap Out Of It" 4. "Don't Sit Down 'Cause I've Moved Your Chair" 5. "Crying Lightning" 6. "Fireside" 7. "Tranquility Base Hotel & Casino" 8. "Why'd You Only Call Me When You're High?" 9. "Arabella" 10. "Cornerstone" 11. "The View From the Afternoon" 12. "Knee Socks" 13. "Pretty Visitors" 14. "Fluorescent Adolescent" 15. "There’d Better Be A Mirrorball" 16. "505" 17. "Do I Wanna Know?" 18. "Body Paint" Encore: 1. "I Wanna Be Yours" 2. "I Bet You Look Good on the Dancefloor" 3. "R U Mine?" |

| Inglewood III, Ciudad de México I |
| --- |
| 1. "Sculptures of Anything Goes" 2. "Brianstorm" 3. "Snap Out Of It" 4. "Teddy Picker" 5. "Crying Lightning" 6. "Four Out of Five" 7. "Why'd You Only Call Me When You're High?" 8. "Arabella" 9. "The View From the Afternoon" 10. "Knee Socks" 11. "Pretty Visitors" 12. "Suck It And See" 13. "Fluorescent Adolescent" 14. "The Ultracheese" 15. "There’d Better Be A Mirrorball" 16. "505" 17. "Do I Wanna Know?" 18. "Body Paint" Encore: 1. "Big Ideas" 2. "I Bet You Look Good on the Dancefloor" 3. "R U Mine?" |

| Ciudad de México II |
| --- |
| 1. "Sculptures of Anything Goes" 2. "Brianstorm" 3. "Snap Out Of It" 4. "Don't Sit Down 'Cause I've Moved Your Chair" 5. "Teddy Picker" 6. "Crying Lightning" 7. "Tranquility Base Hotel & Casino" 8. "Why'd You Only Call Me When You're High?" 9. "Arabella" 10. "Hello You" 11. "Knee Socks" 12. "Pretty Visitors" 13. "Fluorescent Adolescent" 14. "Mardy Bum" 15. "There’d Better Be A Mirrorball" 16. "505" 17. "Do I Wanna Know?" 18. "Body Paint" Encore: 1. "I Wanna Be Yours" 2. "I Bet You Look Good on the Dancefloor" 3. "R U Mine?" |

| Dublín I |
| --- |
| 1. "Sculptures of Anything Goes" 2. "Brianstorm" 3. "Snap Out Of It" 4. "Don't Sit Down 'Cause I've Moved Your Chair" 5. "Teddy Picker" 6. "Crying Lightning" 7. "Tranquility Base Hotel & Casino" 8. "Why'd You Only Call Me When You're High?" 9. "Arabella" 10. "Cornerstone" 11. "The View From the Afternoon" 12. "Knee Socks" 13. "Pretty Visitors" 14. "Fluorescent Adolescent" 15. "There’d Better Be A Mirrorball" 16. "505" 17. "Do I Wanna Know?" 18. "Body Paint" Encore: 1. "Hello You" 2. "I Bet You Look Good on the Dancefloor" 3. "R U Mine?" |

| Belfast |
| --- |
| 1. "Sculptures of Anything Goes" 2. "Brianstorm" 3. "Snap Out Of It" 4. "Don't Sit Down 'Cause I've Moved Your Chair" 5. "Teddy Picker" 6. "Crying Lightning" 7. "Tranquility Base Hotel & Casino" 8. "Why'd You Only Call Me When You're High?" 9. "Arabella" 10. "The View From the Afternoon" 11. "Knee Socks" 12. "Pretty Visitors" 13. "Fluorescent Adolescent" 14. "There’d Better Be A Mirrorball" 15. "505" 16. "Do I Wanna Know?" 17. "Body Paint" Encore: 1. "I Ain't Quite Where I Think I Am" 2. "I Wanna Be Yours" 3. "I Bet You Look Good on the Dancefloor" 4. "R U Mine?" |

| Dublín II |
| --- |
| 1. "Sculptures of Anything Goes" 2. "Brianstorm" 3. "Snap Out Of It" 4. "Don't Sit Down 'Cause I've Moved Your Chair" 5. "Teddy Picker" 6. "Crying Lightning" 7. "Tranquility Base Hotel & Casino" 8. "Why'd You Only Call Me When You're High?" 9. "Arabella" 10. "Perfect Sense" 11. "The View From the Afternoon" 12. "Knee Socks" 13. "Pretty Visitors" 14. "Fluorescent Adolescent" 15. "There’d Better Be A Mirrorball" 16. "505" 17. "Do I Wanna Know?" 18. "Body Paint" Encore: 1. "I Wanna Be Yours" 2. "I Bet You Look Good on the Dancefloor" 3. "R U Mine?" |

| Dublín III |
| --- |
| 1. "Sculptures of Anything Goes" 2. "Brianstorm" 3. "Snap Out Of It" 4. "Don't Sit Down 'Cause I've Moved Your Chair" 5. "Teddy Picker" 6. "Crying Lightning" 7. "Tranquility Base Hotel & Casino" 8. "Why'd You Only Call Me When You're High?" 9. "Arabella" 10. "Hello You" 11. "The View From the Afternoon" 12. "Knee Socks" 13. "Pretty Visitors" 14. "Fluorescent Adolescent" 15. "There’d Better Be A Mirrorball" 16. "505" 17. "Do I Wanna Know?" 18. "Body Paint" Encore: 1. "Big Ideas" (Con James Ford) 2. "I Bet You Look Good on the Dancefloor" 3. "R U Mine?" 4. "Perfect Sense" |

## Fechas
| Fecha                    | Ciudad            | País            | Recinto                                           | Entradas Vendidas/Disponibles | Recaudación |
| ------------------------ | ----------------- | --------------- | ------------------------------------------------- | ----------------------------- | ----------- |
| Europa                   |                   |                 |                                                   |                               |             |
| 9 de agosto de 2022      | Estambul          | Turquía         | Zorlu PSM                                         | -                             | -           |
| 10 de agosto de 2022     | Estambul          | Turquía         | Zorlu PSM                                         | -                             | -           |
| 12 de agosto de 2022     | Burgas            | Bulgaria        | Puerto de Burgas                                  | -                             | -           |
| 13 de agosto de 2022     | Buftea            | Rumanía         | Domeniul Ştirbey                                  | Festival                      | Festival    |
| 15 de agosto de 2022     | Budapest          | Hungría         | Isla de Óbuda                                     | Festival                      | Festival    |
| 16 de agosto de 2022     | Pula              | Croacia         | Anfiteatro de Pula                                | -                             | -           |
| 18 de agosto de 2022     | Praga             | República Checa | Výstaviště Praha                                  | -                             | -           |
| 20 de agosto de 2022     | Biddinghuizen     | Países Bajos    | Lowlands Paradise                                 | Festival                      | Festival    |
| 21 de agosto de 2022     | Hasselt           | Bélgica         | Pukkelpop                                         | Festival                      | Festival    |
| 23 de agosto de 2022     | Zúrich            | Suiza           | Zoa City                                          | Festival                      | Festival    |
| 25 de agosto de 2022     | París             | Francia         | Domaine national de Saint-Cloud                   | Festival                      | Festival    |
| 27 de agosto de 2022     | Reading           | Reino Unido     | Little John's Farm                                | Festival                      | Festival    |
| 28 de agosto de 2022     | Leeds             | Reino Unido     | Bramham Park                                      | Festival                      | Festival    |
| 1 de septiembre de 2022  | Málaga            | España          | Sonora Mijas                                      | Festival                      | Festival    |
| 2 de septiembre de 2022  | Lisboa            | Portugal        | Parque da Bela Vista                              | Festival                      | Festival    |
| 4 de septiembre de 2022  | Stradbally        | Irlanda         | Stradbally Hall                                   | Festival                      | Festival    |
| Norteamérica             |                   |                 |                                                   |                               |             |
| 16 de septiembre de 2022 | Las Vegas         | Estados Unidos  | Downtown Las Vegas                                | Festival                      | Festival    |
| 18 de septiembre de 2022 | Los Ángeles       | Estados Unidos  | Los Angeles State Historic Park                   | Festival                      | Festival    |
| 22 de septiembre de 2022 | Brooklyn          | Estados Unidos  | Kings Theatre                                     | -                             | -           |
| Latinoamérica            |                   |                 |                                                   |                               |             |
| 4 de noviembre de 2022   | Río de Janeiro    | Brasil          | Jeunesse Arena                                    | -                             | -           |
| 5 de noviembre de 2022   | São Paulo         | Brasil          | Distrito Anhembi                                  | Festival                      | Festival    |
| 8 de noviembre de 2022   | Curitiba          | Brasil          | Pedreira Paulo Leminski                           | -                             | -           |
| 10 de noviembre de 2022  | Asunción          | Paraguay        | Jockey Club                                       | Festival                      | Festival    |
| 12 de noviembre de 2022  | Santiago de Chile | Chile           | Parque Bicentenario de Cerillos                   | Festival                      | Festival    |
| 13 de noviembre de 2022  | Buenos Aires      | Argentina       | Costanera Sur                                     | Festival                      | Festival    |
| 15 de noviembre de 2022  | Lima              | Perú            | Arena 1                                           | 20,660 / 20,660               | $1,278,433  |
| 17 de noviembre de 2022  | Bogotá            | Colombia        | Coliseo Live                                      | -                             | -           |
| 19 de noviembre de 2022  | Ciudad de México  | México          | Autódromo Hermanos Rodríguez                      | Festival                      | Festival    |
| Oceanía                  |                   |                 |                                                   |                               |             |
| 29 de diciembre de 2022  | Glenworth Valley  | Australia       | Festival Site                                     | Festival                      | Festival    |
| 31 de diciembre de 2022  | Melbourne         | Australia       | Sidney Myer Music Bowl                            | Festival                      | Festival    |
| 2 de enero de 2023       | Byron Bay         | Australia       | NTH Byron Parklands                               | Festival                      | Festival    |
| 4 de enero de 2023       | Melbourne         | Australia       | Sidney Myer Music Bowl                            | -                             | -           |
| 5 de enero de 2023       | Melbourne         | Australia       | Sidney Myer Music Bowl                            | -                             | -           |
| 6 de enero de 2023       | Adelaida          | Australia       | Adelaide Showground                               | Festival                      | Festival    |
| 7 de enero de 2023       | Fremantle         | Australia       | Fremantle Park                                    | Festival                      | Festival    |
| 11 de enero de 2023      | Brisbane          | Australia       | Riverstage                                        | -                             | -           |
| 14 de enero de 2023      | Sídney            | Australia       | The Domain                                        | -                             | -           |
| Asía                     |                   |                 |                                                   |                               |             |
| 28 de febrero de 2023    | Singapur          | Singapur        | Estadio Cubierto de Singapur                      | 15,000 / 15,000               | -           |
| 3 de marzo de 2023       | Hong Kong         | China           | Cyberport                                         | Festival                      | Festival    |
| 6 de marzo de 2023       | Manila            | Filipinas       | Filinvest City Events Grounds Alabang             | -                             | -           |
| 9 de marzo de 2023       | Bangkok           | Tailandia       | Bangkok International Trade and Exhibition Centre | -                             | -           |
| 12 de marzo de 2023      | Tokio             | Japón           | Tokyo Garden Theater                              | -                             | -           |
| 13 de marzo de 2023      | Tokio             | Japón           | Zepp Haneda                                       | -                             | -           |
| 15 de marzo de 2023      | Osaka             | Japón           | Zepp Osaka Bayside                                | -                             | -           |
| 18 de marzo de 2023      | Yakarta           | Indonesia       | Beach City International Stadium                  | -                             | -           |
| Europa                   |                   |                 |                                                   |                               |             |
| 24 de abril de 2023      | Linz              | Austria         | TipsArena                                         | -                             | -           |
| 25 de abril de 2023      | Múnich            | Alemania        | Zenith                                            | -                             | -           |
| 27 de abril de 2023      | Hamburgo          | Alemania        | Alsterdorfer Sporthalle                           | -                             | -           |
| 29 de abril de 2023      | Estocolmo         | Suecia          | Avicii Arena                                      | -                             | -           |
| 30 de abril de 2023      | Oslo              | Noruega         | Oslo Spektrum                                     | -                             | -           |
| 2 de mayo de 2023        | Berlín            | Alemania        | Mercedes-Benz Arena                               | -                             | -           |
| 3 de mayo de 2023        | Oberhausen        | Alemania        | Rudolf Weber-Arena                                | -                             | -           |
| 5 de mayo de 2023        | Ámsterdam         | Países Bajos    | Ziggo Dome                                        | -                             | -           |
| 6 de mayo de 2023        | Ámsterdam         | Países Bajos    | Ziggo Dome                                        | -                             | -           |
| 8 de mayo de 2023        | Fráncfort         | Alemania        | Festhalle                                         | -                             | -           |
| 9 de mayo de 2023        | París             | Francia         | Accor Arena                                       | -                             | -           |
| 10 de mayo de 2023       | París             | Francia         | Accor Arena                                       | -                             | -           |
| 29 de mayo de 2023       | Bristol           | Reino Unido     | Ashton Gate Stadium                               | 30,000 / 34,000               | -           |
| 31 de mayo de 2023       | Coventry          | Reino Unido     | Coventry Building Society Arena                   | 37,500 / 40,000               | -           |
| 2 de junio de 2023       | Mánchester        | Reino Unido     | Emirates Old Trafford                             | -                             | -           |
| 3 de junio de 2023       | Mánchester        | Reino Unido     | Emirates Old Trafford                             | -                             | -           |
| 5 de junio de 2023       | Middlesbrough     | Reino Unido     | Estadio de Riverside                              | 30,000 / 34,742               | -           |
| 7 de junio de 2023       | Norwich           | Reino Unido     | Carrow Road                                       | -                             | -           |
| 9 de junio de 2023       | Sheffield         | Reino Unido     | Estadio Hillsborough                              | -                             | -           |
| 10 de junio de 2023      | Sheffield         | Reino Unido     | Estadio Hillsborough                              | -                             | -           |
| 12 de junio de 2023      | Swansea           | Reino Unido     | Swansea.com Stadium                               | -                             | -           |
| 14 de junio de 2023      | Southampton       | Reino Unido     | The Ageas Bowl                                    | -                             | -           |
| 16 de junio de 2023      | Londres           | Reino Unido     | Emirates Stadium                                  | -                             | -           |
| 17 de junio de 2023      | Londres           | Reino Unido     | Emirates Stadium                                  | -                             | -           |
| 18 de junio de 2023      | Londres           | Reino Unido     | Emirates Stadium                                  | -                             | -           |
| 23 de junio de 2023      | Pilton            | Reino Unido     | Worthy Farm                                       | Festival                      | Festival    |
| 25 de junio de 2023      | Glasgow           | Reino Unido     | Bellahouston Park                                 | -                             | -           |
| 30 de junio de 2023      | Gdynia            | Polonia         | Gdynia-Kosakowo Airport                           | Festival                      | Festival    |
| 2 de julio de 2023       | Werchter          | Bélgica         | Werchter Festival Grounds                         | Festival                      | Festival    |
| 4 de julio de 2023       | Luxemburgo        | Luxemburgo      | Luxexpo Open Air                                  | -                             | -           |
| 5 de julio de 2023       | Aix-les-Bains     | Francia         | Lac du Bourget Esplanade                          | Festival                      | Festival    |
| 6 de julio de 2023       | Bilbao            | España          | Monte Cobetas                                     | Festival                      | Festival    |
| 7 de julio de 2023       | Lisboa            | Portugal        | Passeio Marítimo de Alges                         | Festival                      | Festival    |
| 10 de julio de 2023      | Madrid            | España          | WiZink Center                                     | -                             | -           |
| 11 de julio de 2023      | Madrid            | España          | WiZink Center                                     | -                             | -           |
| 13 de julio de 2023      | Nîmes             | Francia         | Festival de Nîmes                                 | Festival                      | Festival    |
| 15 de julio de 2023      | Milán             | Italia          | Ippodromo SNAI La Maura                           | Festival                      | Festival    |
| 16 de julio de 2023      | Roma              | Italia          | Capannelle Racecourse                             | Festival                      | Festival    |
| 18 de julio de 2023      | Atenas            | Grecia          | Plateia Nerou                                     | -                             | -           |
| 19 de julio de 2023      | Atenas            | Grecia          | Plateia Nerou                                     | -                             | -           |
| Norteamérica             |                   |                 |                                                   |                               |             |
| 25 de agosto de 2023     | Mineápolis        | Estados Unidos  | The Armory                                        | -                             | -           |
| 26 de agosto de 2023     | Mineápolis        | Estados Unidos  | The Armory                                        | -                             | -           |
| 27 de agosto de 2023     | Chicago           | Estados Unidos  | United Center                                     | -                             | -           |
| 29 de agosto de 2023     | Clarkston         | Estados Unidos  | Pine Knob Music Theatre                           | -                             | -           |
| 30 de agosto de 2023     | Toronto           | Canadá          | Budweiser Stage                                   | -                             | -           |
| 1 de septiembre de 2023  | Toronto           | Canadá          | Budweiser Stage                                   | -                             | -           |
| 2 de septiembre de 2023  | Montreal          | Canadá          | Bell Center                                       | -                             | -           |
| 3 de septiembre de 2023  | Boston            | Estados Unidos  | TD Garden                                         | -                             | -           |
| 5 de septiembre de 2023  | Filadelfia        | Estados Unidos  | The Mann Center                                   | -                             | -           |
| 7 de septiembre de 2023  | Columbia          | Estados Unidos  | Merriweather Post Pavilion                        | -                             | -           |
| 8 de septiembre de 2023  | Forest Hills      | Estados Unidos  | Forest Hill Stadium                               | -                             | -           |
| 9 de septiembre de 2023  | Forest Hills      | Estados Unidos  | Forest Hill Stadium                               | -                             | -           |
| 11 de septiembre de 2023 | Alpharetta        | Estados Unidos  | Ameris Bank Amphitheatre                          | -                             | -           |
| 12 de septiembre de 2023 | Nashville         | Estados Unidos  | Ascend Amphitheatre                               | -                             | -           |
| 13 de septiembre de 2023 | Nashville         | Estados Unidos  | Ascend Amphitheatre                               | -                             | -           |
| 15 de septiembre de 2023 | Austin            | Estados Unidos  | Moody Center                                      | -                             | -           |
| 16 de septiembre de 2023 | Fort Worth        | Estados Unidos  | Dickies Arena                                     | -                             | -           |
| 18 de septiembre de 2023 | Morrison          | Estados Unidos  | Red Rocks Amphitheatre                            | -                             | -           |
| 19 de septiembre de 2023 | Morrison          | Estados Unidos  | Red Rocks Amphitheatre                            | -                             | -           |
| 20 de septiembre de 2023 | Salt Lake City    | Estados Unidos  | Vivint Arena                                      | -                             | -           |
| 22 de septiembre de 2023 | Seattle           | Estados Unidos  | Climate Pledge Arena                              | -                             | -           |
| 23 de septiembre de 2023 | Vancouver         | Canadá          | Pacific Coliseum                                  | -                             | -           |
| 24 de septiembre de 2023 | Portland          | Estados Unidos  | Moda Center                                       | -                             | -           |
| 26 de septiembre de 2023 | San Francisco     | Estados Unidos  | Chase Center                                      | -                             | -           |
| 27 de septiembre de 2023 | Sacramento        | Estados Unidos  | Golden 1 Center                                   | -                             | -           |
| 29 de septiembre de 2023 | Inglewood         | Estados Unidos  | The Kia Forum                                     | -                             | -           |
| 30 de septiembre de 2023 | Inglewood         | Estados Unidos  | The Kia Forum                                     | -                             | -           |
| 1 de octubre de 2023     | Inglewood         | Estados Unidos  | The Kia Forum                                     | -                             | -           |
| 6 de octubre de 2023     | Ciudad de México  | México          | Foro Sol                                          | -                             | -           |
| 7 de octubre de 2023     | Ciudad de México  | México          | Foro Sol                                          | -                             | -           |
| Europa                   |                   |                 |                                                   |                               |             |
| 15 de octubre de 2023    | Dublín            | Irlanda         | 3Arena                                            | -                             | -           |
| 16 de octubre de 2023    | Belfast           | Reino Unido     | SSE Arena                                         | -                             | -           |
| 17 de octubre de 2023    | Dublín            | Irlanda         | 3Arena                                            | -                             | -           |
| 19 de octubre de 2023    | Dublín            | Irlanda         | 3Arena                                            | -                             | -           |

### Fechas canceladas
| Fecha               | Ciudad | País    | Recinto     | Motivo                                 |
| ------------------- | ------ | ------- | ----------- | -------------------------------------- |
| 20 de junio de 2023 | Dublín | Irlanda | Marlay Park | Alex Turner contrajo laringitis aguda. |

## Personal

#### Arctic Monkeys
- Alex Turner: voz, guitarra eléctrica, guitarra acústica, piano, guitarra de 12 cuerdas
- Jamie Cook: guitarra eléctrica, guitarra acústica, órgano
- Nick O'Malley: bajo, coros
- Matt Helders: batería, percusión, coros

#### Músicos adicionales
- Davey Latter: percusión
- Scott Gillies: guitarra acústica, guitarra eléctrica, teclados
- Tom Rowley: guitarra eléctrica, guitarra barítono, teclados, coros
- Tyler Parkford: teclados, coros

#### Invitados
- Miles Kane: guitarra en «505»
- James Ford: teclados en Glastonbury 2023